# Rublo transnístrio
O rublo transnítrio é a moeda da Transnístria e está dividido em 100 copeques. Como a Transnístria é um Estado com reconhecimento internacional limitado e considerado parte da Moldávia, sua moeda não possui código ISO 4217. No entanto, não oficialmente, algumas organizações da Transnístria, como Agroprombank e Gazprombank, usaram o código PRB, um código reservado para Porto Rico (ISO 3166-1 "PR"). O Banco Republicano da Transnístria às vezes usa o código RUP, um código reservado para a Rússia (ISO 3166-1 "RU").
Os rublos soviéticos foram usadas na República Moldava Peridniestriana após sua formação em 1990. Quando as antigas repúblicas soviéticas começaram a emitir suas próprias moedas, a Transnístria foi inundada com rublos soviéticos. Na tentativa de proteger seu sistema financeiro, em julho de 1993, o Governo da Transnístria comprou as notas soviéticas e russas impressas em Goznak, datadas de 1961-1992, modificadas com a aplicação de selos adesivos com a imagem do General Alexander Vasilyevich Suvorov, fundador de Tiraspol. Estas notas carimbadas substituíram notas soviéticas e russas não carimbadas a par. Acredita-se que a maioria das anotações não circuladas contendo esses adesivos foram criadas depois de 1994, especificamente para colecionadores
A inflação do rublo transnístrio em dezembro de 2021 era de 100,53%.